# Concepto
Concepto est un groupe de musique cubain fondé en 1999 sous le nom de Los Chicos Bomba.

## Historique
Le groupe est fondé à l'origine par Eidel Morales, Angel Luis Caballero et le directeur Yoandry Soto, qui rejoignent l’association des musiciens amateurs de Camagüey comme groupe de rap.
Par la suite, ils se produisent sur scène. En 2000, Angel Luis Caballero part vivre en Espagne et quitte le groupe. Il est alors remplacé par le chanteur solo William Pérez Fernández qui rejoint le groupe et reprend la fonction de chanteur. À cette période, ils changent leur style de musique. Des influences musicales cubaines sont mélangées au hip-hop initial.
En tant que seul groupe de reggaeton de la province de Camagüey, ils se produisent lors de différents spectacles publics et diffuse leur nouveau style musical. Début 2001, « Los Chicos Bomba » reçoit une invitation de la part d’une station de radio. L’appui du rappeur Alexis Arostegui Acosta est sollicité à cette occasion. L’émission est un succès total et donne à Alexis la chance de devenir membre du groupe. Il a accepté immédiatement.
Au milieu de l’année 2001, le groupe chante pour la première fois à un concours de musique national et atteint une plus grande popularité. Par la suite, il pose sa candidature pour jouer dans l’Agence de musique de Camagüey avec pour objectif de devenir professionnel. Pendant qu’ils s’y préparent, ils perdent leur membre Eidel Morales, désormais connu à Miami comme « MR. Haka ».
Ils échouent à l’audition, mais heureusement, ils ont une deuxième chance. C'est alors qu'ils décident de changer l'identité du groupe. Un nouveau nom « D’Talle » est immédiatement accepté par les amis, la famille et le public. La deuxième audition s’est également mal passée. Mais « D’Talle » n’a pas baissé les bras. La nouvelle équipe s’est exercée à des concerts lors de petites manifestations et au milieu de l’année 2002, la commission de Camagüey leur donne son approbation lors de leur 3e audition. Un mois plus tard, l’autorisation de La Havane est arrivée, à condition de changer le nom vu que celui-ci existait déjà.
Le 15 septembre 2002, l’Agence de musique de Camagüey enregistre « Concepto » comme groupe de reggaeton professionnel. L'origine de ce nom vient de leur citation : « ...nous avons tous la même volonté, la même illusion, la même passion. La musique. Nous avons donc tous le même concept (concepto) ».
Désormais, ils travaillent avec Wilmer Rivera Torres (Tino), leur producteur particulier, qui est également inscrit. Après la production de leur premier projet, Relajate, ils se produisent à différents carnavals et dans des clubs au centre et à l’Est de Cuba. Maintenant, Concepto passe aussi à la radio et à la télévision. Le projet suivant, Niña, connaît également un grand succès.
Avec Sin Ti Me Muero ils remportent le triomphe attendu dans la capitale, La Havane, et ainsi dans tout le pays.